# Joseph Arnold
Pour les articles homonymes, voir Arnold.
Joseph Arnold est un naturaliste britannique, né le 28 décembre 1782 à Beccles et mort le 26 juillet 1818 à Padang à Sumatra.

## Biographie
Il apprend la chirurgie à Crowfood et obtient son titre de docteur à Édimbourg en 1807. Il devient médecin de navire à la Navy l’année suivante. Il sert à bord de l’H.M.S. Northampton en 1815.
Il étudie la faune et la flore de Java et de Sumatra aux côtés de Thomas Stamford Raffles (1781-1826). Il devient gouverneur de Sumatra en 1816.
C’est lui qui découvre Rafflesia arnoldii que Robert Brown (1773-1858) lui dédie ainsi qu’à Raffles en 1821. Membre de la Société linnéenne de Londres, il récolte des fossiles et des coquillages qu’il offre à la Société.